# Arnaud Ghislain
Arnaud Ghislain (Belœil, 2 december 1988) is een Belgische atleet, die gespecialiseerd is de sprint en de middellange afstand.

## Biografie
Ghislain veroverde zijn eerste nationale seniorentitel op dit nummer in 2007.
Hij was geselecteerd als eerste reserve voor de 4 x 400 m op de Olympische Zomerspelen 2008 in Peking. Hij liep echter zowel de reeksen als de finale ter vervanging van Kristof Beyens. Nadat het Belgische viertal zich in zijn reeks als derde direct had geplaatst voor de finale, liepen Kevin Borlée en diens tweelingbroer Jonathan, Cédric Van Branteghem en Arnaud Ghislain in die finale een uitstekende wedstrijd, waarin zij een vijfde plaats behaalden in 2.59,37, een verbetering van het pas twee maanden oude Belgische record (3.02,13) met bijna 2,8 seconden, dat ze overigens een dag eerder in de serie al hadden teruggebracht tot 3.00,67. Nadat een lid van de Russische ploeg werd betrapt op het gebruik van doping, werd deze ploeg uit de uitslag geschrapt, waardoor de Belgische ploeg naar de vierde plaats promoveerde. Ghislain werd in de finale op een individuele tijd geklokt van 45,88. Bovendien realiseerde voor het eerst in de Belgische atletiekhistorie een 4 x 400 m estafetteploeg een tijd binnen de 3 minuten.
Wat volgde was een druk seizoen 2009, waarin Ghislain diverse malen optrad in de nationale 4 x 400 meterploeg. Allereerst was daar in juni het Europees Teamkampioenschap in het Noorse Bergen. Samen met Antoine Gillet, Arnaud Destatte en Nils Duerinck won hij er de 4 x 400 m estafette in 3.07,30, vlak voor het Nederlandse team (3.07,57). Enkele weken later grepen Duerinck, Destatte, Ghislain en Gillet op de universiade in Belgrado op ditzelfde nummer met een vierde plaats in 3.06,61 net naast het eremetaal.
Het was dan ook niet meer dan logisch, dat Ghislain er op de wereldkampioenschappen in Berlijn in augustus opnieuw bij was. Weer was hij, net als op de Olympische Spelen het jaar ervoor, als reserve van de 4 x 400 m mannenploeg meegereisd, maar in tegenstelling tot Peking hoefde hij ditmaal niet in actie te komen. Lijdzaam moest hij toezien hoe zijn landgenoten Antoine Gillet, Cédric Van Branteghem, Nils Duerinck en Kevin Borlée in de finale naar de vierde plaats snelden. Een schrale troost voor hem was, dat het in Peking gevestigde nationale record in elk geval ongeschonden bleef, want in Berlijn realiseerden de Belgen een tijd van 3.01,88.

## Belgische kampioenschappen
Outdoor
| Onderdeel    | Jaar |
| ------------ | ---- |
| 400 m        | 2008 |
| 400 m horden | 2017 |

Indoor
| Onderdeel | Jaar       |
| --------- | ---------- |
| 200 m     | 2016       |
| 400 m     | 2007, 2008 |
| 800 m     | 2014       |

## Persoonlijke records
Outdoor
| Onderdeel    | Prestatie | Datum        | Plaats  |
| ------------ | --------- | ------------ | ------- |
| 400 m        | 46,43 s   | 26 juni 2010 | Nijvel  |
| 400 m horden | 50,17 s   | 26 juli 2014 | Brussel |

Indoor
| Onderdeel | Prestatie | Datum            | Plaats |
| --------- | --------- | ---------------- | ------ |
| 300 m     | 34,38 s   | 9 februari 2014  | Gent   |
| 400 m     | 47,41 s   | 20 februari 2011 | Gent   |
| 800 m     | 1.54,06   | 15 februari 2014 | Gent   |

## Palmares

### 200 m
- 2016:  BK AC indoor - 21,50 s

### 400 m
- 2007:  BK AC indoor - 47,89 s
- 2008:  BK AC indoor - 48,13 s
- 2008:  BK AC - 46,56 s
- 2009:  BK AC indoor - 47,96 s
- 2009:  BK AC - 46,87 s
- 2010: 4e BK AC - 46,50 s
- 2011:  BK AC indoor - 47,41 s
- 2013:  BK AC indoor - 48,13 s

### 800 m
- 2014:  BK AC indoor - 1.54,06
- 2015:  BK AC indoor - 1.50,04

### 400 m horden
- 2016: 5e in series EK in Amsterdam - 53,65 s
- 2017:  BK AC - 50,73 s

### 4 x 400 m
- 2008: 4e OS in Peking - 2.59,37 (NR)